# Boneh-ye Nejāt
Boneh-ye Nejāt (persiska: بنه نجات) är en ort i Iran.   Den ligger i provinsen Khuzestan, i den centrala delen av landet, 500 km sydväst om huvudstaden Teheran. Boneh-ye Nejāt ligger 30 meter över havet och antalet invånare är 133.
Terrängen runt Boneh-ye Nejāt är platt. Runt Boneh-ye Nejāt är det ganska tätbefolkat, med 80 invånare per kvadratkilometer. Närmaste större samhälle är Zobeydeh Dūbāt, 13,3 km sydväst om Boneh-ye Nejāt. Trakten runt Boneh-ye Nejāt består till största delen av jordbruksmark.